# High Torne Mountain (Jasper Francis Cropsey)
High Torne Mountain, cuyo título original en inglés es High Torne Mountain, Rockland County, New York, 1850, es un lienzo de Jasper Francis Cropsey, un importante pintor paisajista estadounidense, miembro de la llamada Escuela del río Hudson. Es un paisaje particularmente interesante porqué, al ser de su primera etapa, permite constatar la posterior evolución pictórica de este artista.                      

## Introducción
Cropsey comenzó su carrera artística fuertemente influenciado por Thomas Cole, un artista al que admiraba mucho. Modeló tanto su color como su pincelada basándose en los ejemplos de Th.Cole, y en varios lienzos primerizos mostró el mismo asombro y admiración con los que Th.Cole había contemplado la Naturaleza virgen del estado de Nueva York. Entre las pinturas del paisaje de Cropsey, ésta es una de las más románticas, y en la cual la huella de Th.Cole se siente más vívidamente.

## Tema de la obra
Torne Mountain ( 340 metros); que en los mapas topográficos es mencionado "High Torne"), está dentro del Harriman State Park, (192.33 km²), el segundo parque estatal de mayor tamaño del estado de Nueva York. Este parque estatal está en el condado de Rockland y en el condado de Orange.

## Análisis de la obra
- Pintura al óleo sobre lienzo; año 1850; 59,4 x 102,6 cm.; Museo de Arte de San Luis, San Luis (Misuri)
- Firmado en la parte inferior izquierda: "J.F.Cropsey |1850"

El uso de los colores oscuros para expresar los aspectos amenazantes de la Naturaleza, recuerda la paleta de Salvator Rosa, como en Landscape with Tree Trunks de Thomas Cole. De hecho, la representación por parte de Cropsey de la colina rocosa de High Torne tiene un aspecto un tanto ominoso, y parece implicar la presencia de un espíritu inmanente, como el de Megissgwon en el poema The Song of Hiawatha de Henry Wadsworth Longfellow. Aquí, sin embargo, la mitología únicamente está latente, y la intención del pintor parece simplemente la de representar un fenómeno natural. Esta pintura fue anteriormente conocida como Eagle Cliff, New Hampshire.